# Лахна (приток Пизьмы)
Лахна — река в России, протекает по территории Костомукшского городского округа и Калевальского района Карелии. Впадает в реку Пизьму на высоте 104,8 м над уровнем моря. Длина реки — 53 км, площадь водосборного бассейна — 333 км².

## Бассейн
Лахна протекает через озеро Пуштосьярви (с притоком реки Северной Лахны), а также имеет левый приток без названия, вытекающий из озера Ряхмеярви.

## Данные водного реестра
По данным государственного водного реестра России относится к Баренцево-Беломорскому бассейновому округу, водохозяйственный участок реки — Кемь от Юшкозерского гидроузла до Кривопорожского гидроузла. Речной бассейн реки — бассейны рек Кольского полуострова и Карелии, впадает в Белое море.